# Xã Osceola, Quận Tioga, Pennsylvania
Xã Osceola (tiếng Anh: Osceola Township) là một xã thuộc quận Tioga, tiểu bang Pennsylvania, Hoa Kỳ. Năm 2010, dân số của xã này là 659 người.